# Ходжаєв Файзулла Убайдуллайович
Файзулла Убайдуллайович Ходжаєв (узб. Fayzullo Ubaydulloyevich Xo'jayev; 1896, Бухара, Бухарський емірат — 13 березня 1938, розстрільний полігон «Комунарка», СРСР) — узбецький радянський державний і політичний діяч, перший голова Ради Народних Комісарів Узбецької РСР (1924—1937), один з організаторів боротьби з басмацтвом, жертва сталінських репресій. 

## Біографія
Народився в купецькій родині. За національністю — таджик. З 1916 року брав участь у молодобухарському русі, із 1917 року був членом ЦК молодобухарської партії. Брав активну участь в організації заколоту проти бухарського еміра, після поразки заколоту втік до Ташкенту. У 1918 році був заарештований російськими білогвардійцями Дутова, у 1919 році звільнений з ув'язнення більшовиками. 
Після окупації Бухарського емірату Червоною армією Ходжаєв очолив більшовицький уряд т. зв. Бухарської Народної Радянської Республіки (1920—1924). 
Із 27 жовтня 1924 по 17 червня 1937 року — голова Ради Народних Комісарів Узбецької РСР. Водночас із 21 травня 1924 по 17 червня 1937 року — голова Центрального виконавчого комітету СРСР від Узбецької РСР. У 1924—1929 роках брав активну участь у національно-територіальному розмежуванні республік Центральної Азії. Проводив політику колективізації і розкуркулення в Узбекистані, брав участь у придушенні басмацького руху. 
17 червня 1937 року звільнений з усіх посад, а 9 липня 1937 року заарештований органами НКВС. Звинувачений у «буржуазному націоналізмі», троцькізмі і шпигунстві на користь Німеччини, Японії, Польщі та США. Був серед підсудних Третього московського процесу, на якому засуджений до смертної кари. 
Розстріляний 13 березня 1938 року на розстрільному полігоні «Комунарка», там і похований. Посмертно реабілітований у 1956 році. 

## Нагороди
Був нагороджений орденом Леніна, двома орденами Червоного Прапора, орденом Червоної зірки Бухарської НРР 1-го ступеня. 